# Onesto Silano
Onesto Silano (Chieri, 14 giugno 1911 – Buenos Aires, 16 settembre 1993) è stato un calciatore italiano, di ruolo ala.
La sua carriera è legata al Torino, con la cui maglia granata sono rimasti famosi gli scontri nei derby con lo juventino Varglien I.

## Carriera
In carriera ha collezionato 210 gare di campionato (207 dall'istituzione del girone unico) segnando 59 reti. Col Torino si aggiudicò la Coppa Italia 1935-1936 realizzando una doppietta contro l'Alessandria disputata a Genova.
Conta anche due presenze con altrettante reti in Nazionale B.

## Palmarès
- Coppa Italia: 1

Torino: 1935-36